# 12634 LOFAR
أل أو أف أي أر (ويعرف أيضًا باسم 12634 أل أو أف أي أر وفق تسمية الكوكب الصغير) (بالإنجليزية: LOFAR)‏ هو كويكب ضمن حزام الكويكبات؛ وترتيبه 12634 من حيث الاكتشاف.
اكتُشف هذا الجُرم الفلكي بواسطة توم جيرليز في 26 مارس 1971، وأُطلق عليه هذا الاسم نسبةً إلى Low-Frequency Array ‏.

## وصلات خارجية
- 12634 LOFAR في قاعدة بيانات مختبر الدفع النفاث لأجرام النظام الشمسي الصغيرة

- الاكتشاف · مخطط المدار ·  العناصر المدارية · المعلمات المادية

- 12634 LOFAR على موقع ويكي سكاي: DSS2, SDSS, GALEX, IRAS, Hydrogen α, X-Ray, Astrophoto, Sky Map, Articles and images